# Le Cercle de la rue Royale
Le Cercle de la rue Royale est un tableau du peintre français James Tissot peint en 1866 à Paris. Cette huile sur toile représente douze membres du Cercle de la rue Royale, un club aristocratique parisien créé au début du Second Empire.

## Historique de l’œuvre
Tissot fut payé six mille francs en 1866 pour l’exécution de ce portrait collectif, ainsi qu'en atteste son livre de raison publié en 2020, dans le catalogue de l'exposition que lui consacrait le musée d'Orsay ; et il fut exposé en 1867 au Cercle de l'Union artistique. Cette commande intervint un an après qu'en 1865 le très sélect Cercle agricole eut fusionné avec le Cercle de la rue Royale. Une minorité ayant refusé la fusion avec le Cercle agricole fonda aussitôt le Nouveau Cercle de la rue Royale. Le tableau pourrait représenter douze des séparatistes, fondateurs de ce Nouveau Cercle de la rue Royale. Chacun des modèles paya cinq cents francs à l'artiste. Le tableau fut probablement installé dans un des salons du cercle, mais il fut surtout dès cette époque offert à l'un d'entre eux par tirage au sort. Le baron Rodolphe Hottinguer (1835-1920) ayant gagné ce tirage au sort et s'étant trouvé le dernier survivant de ce groupe, la toile se transmit dans sa descendance. Classé au titre des monuments historiques par décret du 3 septembre 1998 puis œuvre d’intérêt patrimonial majeur, le musée d'Orsay l'acquit pour près de quatre millions d'euros en avril 2011.

## Historique du club
L'histoire du Cercle de la rue Royale, club aristocratique, est mouvementée. Créé en 1852, ce club était à l'origine une réunion de quelques amis triés sur le volet, qui avaient pour point commun d'être des fils, frères ou neveux des membres du Jockey Club, que leur jeune âge obligeait à patienter avant de pouvoir y entrer,, ce qui lui valut le surnom de « cercle des Moutards ». Établi rue Le Peletier sous le nom de Petit-Cercle, puis rue Royale en 1854, dont il prend le nom, ce premier Cercle de la rue Royale fusionne avec le « Jockey Club » en 1856, puis se reforme, composé des mêmes éléments : jeunes, riches et élégants. 
Ces mouvements réguliers de création et de disparition durant le XIXe siècle marquent par leur fréquence la férocité de la concurrence que se livrent les clubs pour capter les milieux les plus en vue de la haute société parisienne, tout en exprimant parfois certains clivages politiques ou sociaux. Ainsi dès 1864, non sans tension, une partie des membres du Cercle de la rue Royale projette de se rapprocher du « Cercle agricole », un des plus sélectifs de la capitale sinon un des « plus aristocratiques ». Si la majorité avalise le projet, une minorité se décide aussitôt à la sécession en conservant sa dénomination ainsi que ses locaux, agrandis quelques années auparavant par l'ajout des appartements libérés par une noble locataire britannique, lady Holland.
Le cercle désigne alors comme président Auguste de Gramont, duc de Lesparre, remplacé en 1868 par Maurice, comte Mathieu de la Redorte. Au même moment, est créée en son sein la « société des Steeple-Chase » qui constitue de fait une sorte de club dans le club, présidé par le prince Murat. Après quelques déboires, notamment du fait de la Commune de Paris qui occupa non sans dommages ses locaux durant la semaine sanglante, le Cercle de la rue Royale connait un certain succès à la fin du XIXe siècle, comptant alors plus de six cents membres issus de la haute bourgeoisie et surtout de la noblesse.
En fusionnant en 1916 avec le Cercle Agricole, il donnera naissance au Nouveau Cercle de l'Union qui existe toujours.

## Descriptif de l’œuvre
Ce tableau de grand format (174,5 × 280 cm), considéré comme l'œuvre majeure de Tissot, met en scène les douze modèles rassemblés dans un portrait de groupe des plus singuliers. 
Le balcon, surplombant la place de la Concorde au nord de celle-ci et à l'ouest de la rue Royale est celui de l'hôtel de Coislin, le plus à l'est des quatre bâtiments édifiés derrière une longue façade commune d'Ange-Jacques Gabriel (et dont le plus à l'ouest est l'hôtel de Crillon). 
Perchés, ces personnages dominent — comme sur une sorte d'Olympe ornée de colonnes et de pilastres — la ville, dont on n'aperçoit que les toits du palais de l'Industrie dépassant des frondaisons des Champs-Élysées, ainsi qu'un attelage et un couple, sur la chaussée de la place en contrebas de la balustrade. Chacun des hommes sur le balcon, muré dans une rêverie nonchalante, exprime une élégance assumée, confinant pour certains d’entre eux au dandysme.
Âgés pour la plupart d'une trentaine d’années, ces personnages sont issus des familles aristocratiques françaises les plus anciennes, ou d'une noblesse plus récente comme le baron Hottinguer, héritier de la célèbre banque protestante, mais aussi de milieux nouveaux dont le vigoureux développement économique de la France permet alors l'éclosion. Outre le britannique Vansittart, on relève ainsi la présence de Charles Haas, converti d’origine juive que Proust prendra comme modèle pour Swann dans À la recherche du temps perdu.
Ces jeunes hommes, représentant d'un monde impérial qui vit ses derniers feux quand Tissot l'immortalise, sont aussi des figures marquantes de la société des quatre décennies suivantes décrite par Marcel Proust dans son œuvre.
Sont représentés de gauche à droite :
1. Alfred de Faÿ de La Tour-Maubourg (1834-1891), marquis de La Tour Maubourg ;
2. Alfred du Lau d'Allemans (1833-1919), marquis du Lau d'Allemans ;
3. Étienne de Ganay (en) (1833-1903), comte de Ganay ;
4. Julien de Rochechouart (1830-1879)[d], comte de Rochechouart ;
5. Le capitaine Coleraine Vansittart (1833-1886) ;
6. René de Cassagne de Beaufort de Miramon (1835-1882), marquis de Miramon ;
7. Rodolphe Hottinguer (1835-1920), baron Hottinguer ;
8. Maurice de Ganay (1832-1893), marquis de Ganay (frère aîné du précédent) ;
9. Charles Gaston Esmangart de Saint-Maurice (1831-1905), comte de Saint Maurice ;
10. Edmond de Polignac (1834-1901), prince de Polignac ;
11. Gaston de Galliffet (1830-1909), marquis de Galliffet ;
12. Charles Haas (1833-1902).

## Citations
« Et pourtant, cher Charles Swann, que j'ai connu quand j'étais encore si jeune et vous près du tombeau, c'est parce que celui que vous deviez considérer comme un petit imbécile a fait de vous le héros d'un de ses romans, qu'on recommence à parler de vous et que peut-être vous vivrez. Si dans le tableau de Tissot représentant le balcon du Cercle de la rue Royale, où vous êtes entre Galliffet, Edmond de Polignac et Saint-Maurice, on parle tant de vous, c'est parce qu'on voit qu'il y a quelques traits de vous dans le personnage de Swann. », À la recherche du temps perdu, Marcel Proust, éd. Gallimard, coll. Pléiade, 1988, t. III, partie « La Prisonnière », p. 705
« Au Cercle de la rue Royale ont été admis hier, à titre permanent ; le vicomte Roger de Maisoncelle de Richemont, sous-lieutenant au 6e dragons, présenté par MM. le baron de Cantalause et le comte du Cor de Damrémont, et le baron de Flaghac, présenté par MM. le baron de Langlade et le baron de Flaghac à titre temporaire, M. Auguste de Saugy présenté par MM. Charles de Cerjat et le baron de Langlade. », Le Figaro, 57e année, no 59, édition du 28 février 1911, Bibliothèque nationale de France